# Edgar Aristizábal Quintero
Edgar Aristizábal Quintero (ur. 2 grudnia 1965 w Cartago) – kolumbijski duchowny katolicki, biskup  Yopal w latach 2017-2024, biskup Duitama-Sogamoso od 2024. 

## Życiorys
Święcenia kapłańskie otrzymał 7 grudnia 1990 i został inkardynowany do diecezji Cartago. Przez kilka lat pracował jako duszpasterz parafialny, jednocześnie wykładając w diecezjalnym niższym seminarium. W latach 1999–2009 był rektorem wyższego seminarium w Cartago, zaś w kolejnych latach pracował w sekretariacie Konferencji Episkopatu Kolumbii jako dyrektor wydziału doktrynalno-ekumenicznego.
4 maja 2011 Benedykt XVI mianował go biskupem pomocniczym archidiecezji Medellín, ze stolicą tytularną Castra Galbae. Sakrę biskupią otrzymał miesiąc później z rąk arcybiskupa Medellín, Ricardo Antonio Tobón Restrepo.
4 maja 2017 papież Franciszek mianował go ordynariuszem diecezji Yopal. Ingres odbył 17 czerwca 2017. 24 maja 2024 ten sam papież przeniósł go na urząd ordynariusza diecezji Duitama-Sogamoso. Diecezję objął 19 lipca 2024.